# 京達

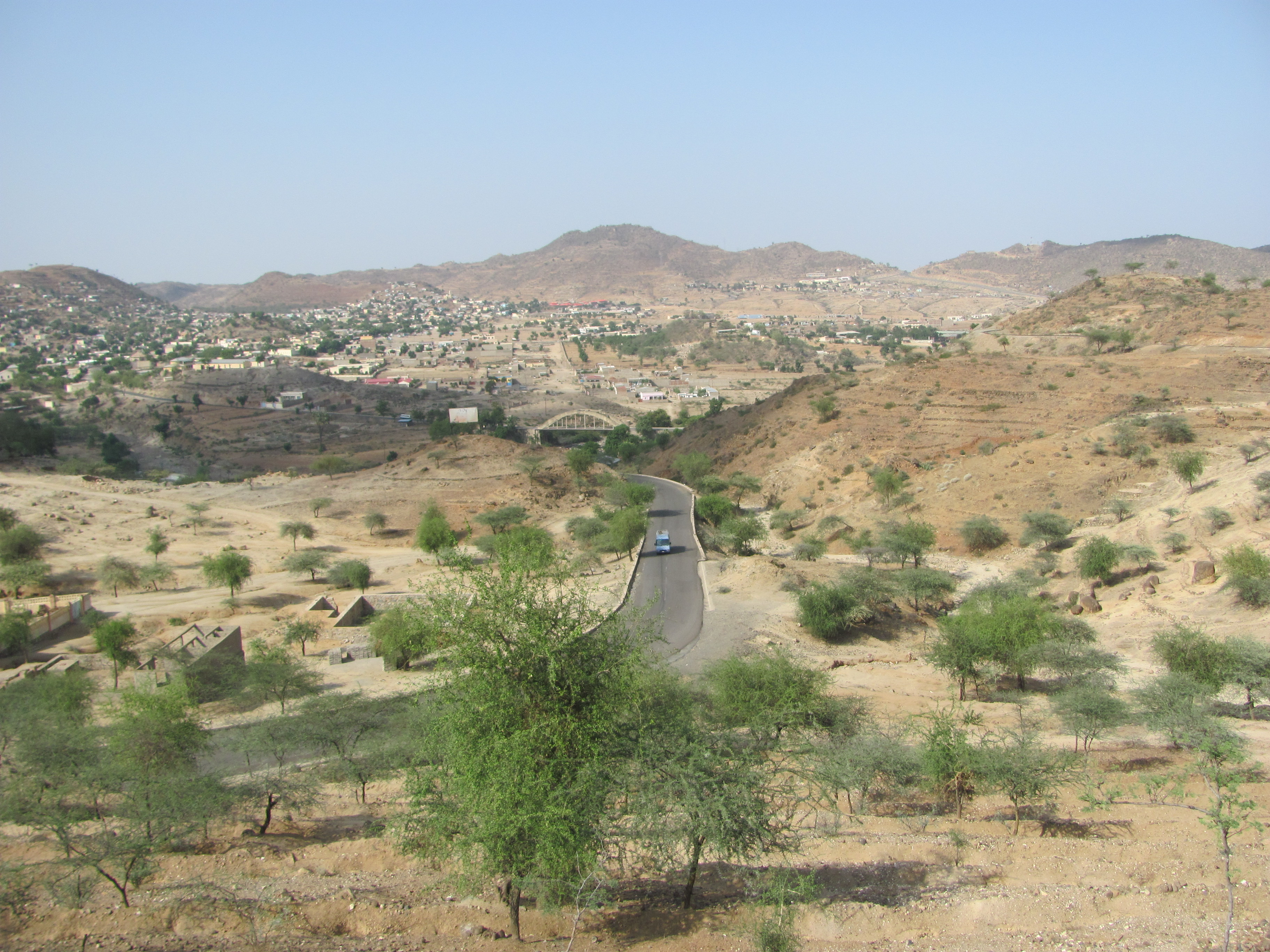
京達

京達是厄立特里亞的城鎮，由北紅海區負責管轄，位於該國中部，距離首都阿斯馬拉約20公里，海拔高度888米，主要經濟活動有農業，2006年人口11,900。